# كريستوفر سابات
كريستوفر سابات (Christopher Sabat) (اسمه الكامل كريستوفر روبن سابات (Christopher Robin Sabat)) هو مؤدي أصوات أمريكي ولد في 22 أبريل 1973 في واشنطن.

## أدواره في الأنمي

### مسلسلات أنمي تلفزيونية
- دراغون بول Z - بيكولو، فيجيتا, يامتشا، شينرون, الملك فيجيتا، سون غوهان (جد غوكو), ريكوم، جيس, فيجيتو، غوجيتا
- دراغون بول GT - فيجيتا، فيجيتا الابن
- دراغون بول كاي - بيكولو، فيجيتا, يامتشا، كامي, شينرون، سون غوهان (جد غوكو), كورين، ريكوم, بورونغا
- دراغون بول سوبر - فيجيتا
- تسوباسا كرونيكل - كوروغاني
- يو يو هاكوشو - كازوما كوابارا، رايزن
- ون بيس - رورونوا زورو
- سبيد غرافر - تاتسومي سايغا
- نادي مضيفي ثانوية أوران - ريتسو كاسانودا
- خيميائي الفولاذ - أليكس لويس أرمسترونغ، فيليب غارغانتوس آرمسترونغ
- خيميائي الفولاذ FULLMETAL ALCHEMIST - أليكس لويس أرمسترونغ
- فروتس باسكت - أيامي سوما
- بازيليسك: لفائف نينجا كوغا - كاسومي غيوبو
- سولتي راي - روي ريفانت
- ترينيتي بلاد - تريس إيكس
- ساموراي 7 - كيكوتشيو
- المعلم الساحر نيغيما! - زعيم الشر
- نيغيما!؟ - الراوي
- سبايرال - كيوتاكا نارومي
- المحقق كونان - كازوتشي (جريمة في أثناء اللقاء بالأصدقاء القدامى)
- داركر ذان بلاك: المقاول الأسود - يوسكي سايتو
- داركر ذان بلاك: جوزاء النيزك - يوسكي سايتو
- بلاك بلاد براذرز - كاين وارلوك
- دي جرايمان - كروس ماريان، تاب دوب
- بلاك كات - زاجين أكسلوك
- التلميذ الأقوى في التاريخ كينيتشي - شيو ساكاكي
- موشيشي - والد كورو (المطر يهطل، قوس القزح يظهر)
- كلايمور - غالك
- هيرويك إيج - كاركينوس
- دراغونوت -ذا ريزونانس- - غيو
- أسطول الزجاج - هايزاك
- لاينباريل الحديدي - شينوبو إيغاراشي
- برج درواغا 〜the Aegis of URUK〜 بلاك نايت، الباب الكبير
- ناباري نو أو - أستاذ كانّوكي
- بامبو بليد - كينزابورو إيشيباشي
- الرقيب كيرورو - العريف غيرورو
- ساندز أوف ديستراكشن - يابي
- إينيشال دي Fourth Stage - كيويتشي سودو
- فانتوم: ريكوييم فور ذا فانتوم - راندي
- سول إيتر - إيبون
- عروس سيتو - ماسا
- ذئب و توابل - مارلهايت
- عدن الشرق - المفتش يوسيه كوندو
- كاشرن سينز - بولتون
- فايري تايل - إلفمان ستراوس
- سنغوكو باسارا تو - تويوتومي هيده-يوشي
- شيكاباني هيمي: أكا - هازاما
- شاكوغان نو شانا III(فاينل) - بهيموت
- إندكس معينة خاصة بالسحر - تويا كاميجو
- دانس إن ذا فامباير باند - وولفغانغ (تحت الاسم المستعار سي تي أنغر (C.T. Anger))
- ديدمان وندرلاند - إندو
- يوميات المستقبل - أوشيو غاساي
- ليفل E - رينزو إيدوغاوا
- توريكو - أومين أوميدا
- بلاسريتر - غيرد فرينتزن
- هجوم العمالقة - كيتز فيرمان
- لوبين الثالث: المرأة المسماة فوجيكو ميني - دايسكي جيغين
- ستاينز;غيت - يوغو تينّوجي
- سايكوباس 2 - ساكويا توغاني
- دانغانرونبا ذي أنيميشن - موندو أوادا
- فري! Eternal Summer - غورو ساسابي
- بياض الثلج ذات الشعر الأحمر - هاروكا
- ديمنشن دبليو - كيوما مابوتشي
- أكاديميتي للأبطال - أول مايت
- سبيس داندي - آيزاك
- ون بنتش مان - فاكسين مان
- بوبتيبيبيك - بوبوكو (الحلقة 1A; بوبنيميميم)
- كارد كابتور ساكورا: بطاقات كلير - كيربيروس

### أنمي الإنترنت
- هيتاليا Axis Powers - الإمبراطورية الرومانية
- نينجا سلاير فروم أنيميشن - نينجا سلاير

### أوفا أنمي
- تسوباسا طوكيو ريفيليشن - كوروغاني
- تسوباسا شونرايكي - كوروغاني

### أفلام أنمي
- دراغون بول Z: تجديد الدمج - فيجيتا، شينرون, الدكتاتور، جيس, فيكو، غوجيتا
- دراغون بول: طريق القوة - يامتشا، شينرون, سلحفاة المعلم روشي، المساعد بلاك
- دراغون بول Z: معركة الخوارق - فيجيتا، بيكولو, شينرون، يامتشا, بابلز
- تسوباسا كرونيكل: أميرة بلد أقفاص الطيور - كوروغاني
- إكس إكس إكس هوليك: حلم ليلة منتصف الصيف - الجامع ذو القميص الأحمر
- فكسل - زاك
- أغيتو ذو الشعر الفضي - هاجان
- سمر وورز - كاتسوهيكو جينّوتشي
- فايري تايل: حارسة العنقاء - إلفمان ستراوس
- ون بيس: أميرة الصحراء والقراصنة - رورونوا زورو
- ون بيس فيلم: سترونغ وورلد - رورونوا زورو
- ون بيس فيلم غولد - رورونوا زورو
- تيلز أوف فيسبيريا: ذا فرست سترايك - نيرين فيدروك

## أدواره في الرسوم المتحركة
- روبي - واتس

## أدواره في ألعاب الفيديو
- ديسيديا: فاينل فانتسي - غارلاند
- ديسيديا 012: فاينل فانتسي - غارلاند
- دراغون بول Z فور كنيكت - بيكولو

## وصلات خارجية
- كريستوفر سابات على موقع IMDb (الإنجليزية)
- كريستوفر سابات على موقع ألو سيني (الفرنسية)
- كريستوفر سابات على موقع ميوزك برينز (الإنجليزية)
- كريستوفر سابات على موقع قاعدة بيانات الفيلم (الإنجليزية)
- كريستوفر سابات على موقع كينوبويسك (الروسية)
- كريستوفر سابات على موقع ANN person (الإنجليزية)